# ۲۴ مرداد
۲۴ مرداد/اسد صد و چهل و هشتمین روز از سال در گاه شماری خورشیدی است. به پایان سال ۲۱۷ روز (۲۱۸ روز در سال کبیسه) مانده‌است.

## رویدادها
- ۱۳۲۴ - آغاز قیام افسران خراسان
- ۱۳۸۸ - حادثه ۲۴ مرداد ۱۳۸۸ فروند هواگرد آموزشی
- ۱۳۹۵ - حادثه مرداد ۱۳۹۵ هواپیمایی زاگرس
- ۱۳۹۸ - حادثه ۲۴ مرداد ۱۳۹۸ فروند هواپیمای آموزشی
- ۱۴۰۰. سقوط نظام جمهوری اسلامی افغانستان با تصرف کابل از سوی طالبان.

## زادروزها
- ۱۲۵۰ - ابراهیم حکیمی، سیاستمدار
- ۱۳۱۳ - ابراهیم آبادی، بازیگر
- ۱۳۳۷ - حمید متبسم، آهنگساز
- ۱۳۷۰ - مه‌لقا جام‌بزرگ، تیرانداز
- ۱۳۸۰ - ف.قاسملو، ادبیاتچی

## درگذشتگان
- ۱۳۱۵ - محمدحسین نایینی، از مراجع تقلید
- ۱۳۶۵ - ثریا منوچهری، از شهروندان ایران
- ۱۳۸۶ - الهه، خواننده
- ۱۳۹۱ - منوچهر وصال، پدر آنالیز ایران